# جاده گیلانگ

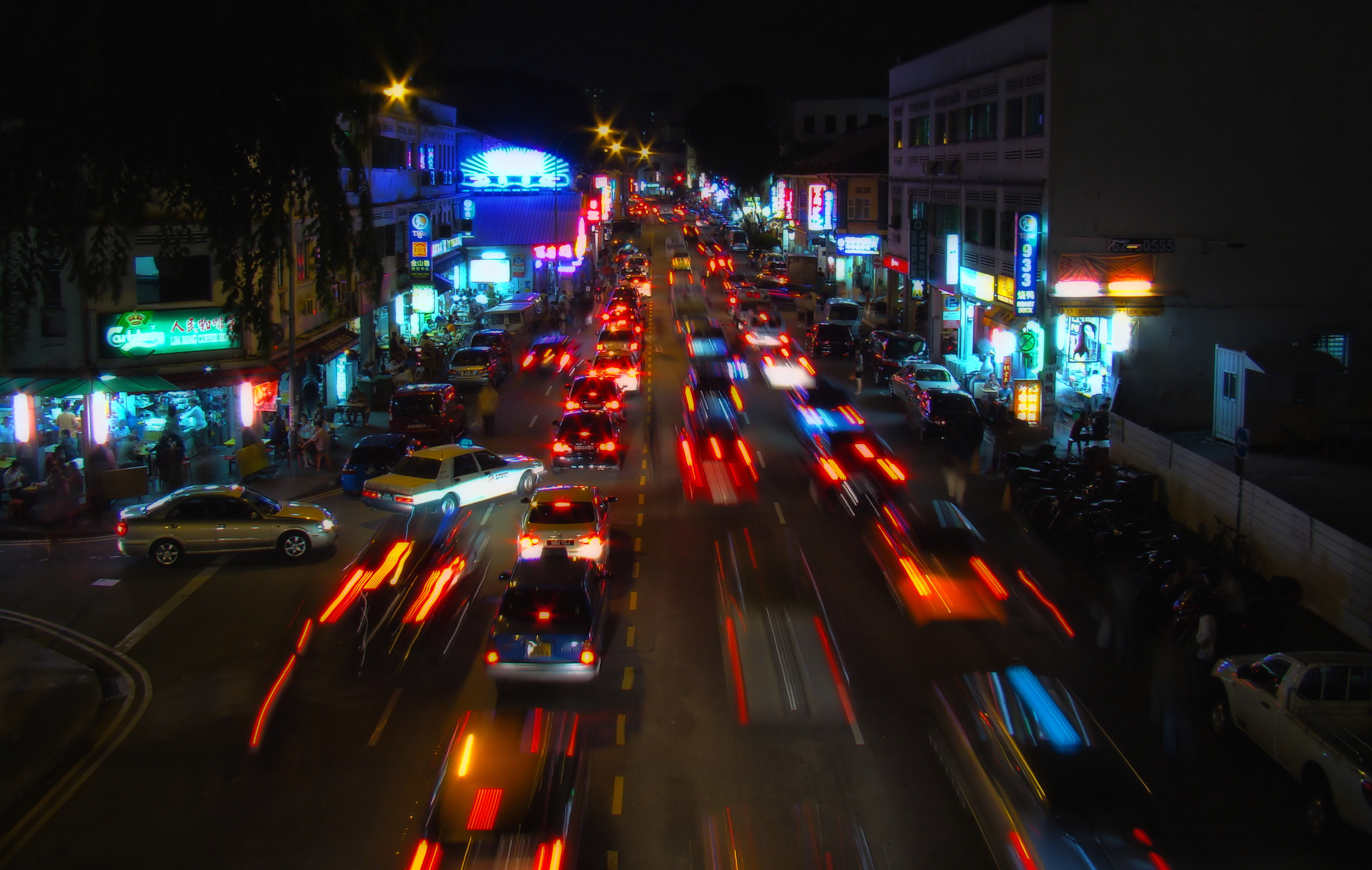
جاده گیلانگ در شب

جاده گیلانگ (به انگلیسی: Geylang Road) (به چینی: 芽笼路) مسیر تاریخی محله گیلانگ سنگاپور و امتداد غربی آن جاده کالانگ امتداد شرقی آن جاده چانگی قرار دارد. جاده گیلانگ یکی از مسیرهایی از قدیم در آن تن‌فروشی انجام می‌شده‌است. در جاده گیلانگ ۵۰ کوچه وجود دارد که در هر کوچه تن‌فروشان بر اساس زبانی که دارند تقسیم شده‌اند. فانوس‌های روشن در خیابان عموماً محل شرکت‌های اسکورت تن‌فروشان در خیابان گیلانگ است و مشتریان را به سوی تن‌فروشان راهنمایی می‌کنند. شرکت‌های اسکورت از عرضه تراجنسی‌ها آن‌چنان‌که در سایر کشورهای جنوب‌شرق آسیا معمول است امتناع می‌کنند. روسپی‌خانه محله گیلانگ عموماً توسط پلیس و بهداشت نظارت می‌شود روسپیان غیرقانونی اخراج می‌شوند.